# Periboeum paraense
Periboeum paraense là một loài bọ cánh cứng trong họ Cerambycidae.